# KC 언더커버 하이스쿨 스파이
《KC 언더커버 하이스쿨 스파이》(영어: K.C. Undercover)는 2015년부터 2018년까지 디즈니 채널에서 방영된 미국의 시트콤이다.